# Serious Sam: The First Encounter
Serious Sam: The First Encounter је видео-игра пуцачина из првог лица коју је развио Croteam и првобитно објавио Gathering of Developers, први пут објављена на Мајкрософт Виндовсу 21. марта 2001. Био је у развоју од 1996. године и имао је видео записе који показују његову рану игру 2000. године. The First Encounter је првобитно развио Croteam као демонстратор за њихов погон, због чега су неке земље виделе да је његово почетно издање било мање од половине цене других игара у жанру. Након ове игре уследио је наставак, Serious Sam: The Second Encounter, објављен једанаест месеци касније.
Серија прати авантуре протагонисте Сема „Serious”” Стона и његову борбу против сила озлоглашеног ванземаљског господара Ментала, који настоји да уништи човечанство. Сем путује кроз различите локације у старом Египту, борећи се са хордама Менталове војске са широким арсеналом оружја укључујући сачмарице, миниганове, ракетне бацаче и преносиве топове велике снаге.
И The First Encounter и The Second Encounter су комбиновани у једну игру и пренети на Иксбокс. Римејкови обе епизоде у високој дефиницији објављени су 2009. и 2010. на Мајкрософт Виндовс-у, а касније су портовани на конзоле за видео игре Иксбокс 360, Нинтендо Свич, Плејстејшн 4 и Иксбокс Један.

## Играње
Игра Serious Sam: The First Encounter се скоро у потпуности састоји од покушаја играча да победи на десетине непријатеља истовремено на широкој отвореној арени и стога је релативно једноставна. Прича игре утврђује разлоге и методе како играч путује од поглавља до поглавља кроз систем менија игре, мождани имплантат који се зове NETRISCA који такође пружа наговештаје, описе типова непријатеља и информације о оружју које играч прикупља. Непријатељи се често покрећу и нападају у великим таласима широм мапе игре, а играч треба да избегне њихове пројектиле и физичке нападе скачући и ударајући, а не скривајући се. Здравље и оклоп нису регенеративни на свим нивоима тежине осим на најлакшим и уместо тога се допуњују пакетима здравља и оклопа који су разбацани током игре. Доступно здравље и интегритет оклопа представљени су бројевима у процентима на екрану. Борба је брза и френетична, са сваким нивоом који се састоји од низа сложених арена, у којима ће играч победити одређени број непријатеља који се поново рађају пре него што пређе на следећи. Непријатељи се крећу од „обезглављених”, који су нормални војници наоружани бацачима ракета и енергетским оружјем, преко „обезглављених камиказа” који јуришају на играча док гласно вриште док не експлодирају, до моћнијих ванземаљских непријатеља као што су бикови који јуре, ванземаљски роботи са ракетама и минигановима, и створења направљена од лаве која се могу поделити на мање непријатеље након смрти.
Играч може носити низ оружја као што су двоструки револвери са неограниченом муницијом, сачмарице, миниган, бацач ракета, четвороструки ласерски пиштољ и топ који може убити више непријатеља истовремено. Муниција је разбацана по нивоима које играч мора да покупи да би поново напунио, али играчи такође могу да истражују окружења нивоа како би пронашли тајне предмете укључујући више здравља, муниције и оружја које би иначе могли пронаћи тек касније у игри. Нажалост, неки предмети се постављају као мамац за замке и могу изазвати стварање више непријатеља када их играч прикупи.
Игра садржи кооперативно играње кроз режим подељеног екрана и путем интернета.

## Прича
У давна времена, Земља је била укључена у масивни сукоб између Ментала, злог ванземаљског бића које жели да освоји сав живот у универзуму, и Сиријана, технолошки напредне расе хуманоидних ванземаљаца. Иако су Сиријанци на крају поражени, оставили су за собом остатке своје напредне технологије, које су модерни људи касније открили у зору 21. века и коришћени за развој средстава за људску цивилизацију да истражује друге галаксије и успоставља многе међузвездане колоније. У 22. веку, Ментал се изненада поново појављује и води своју огромну армију ванземаљаца са планете на планету, уништавајући сваку колонију док коначно не стигне на Земљу. Као последње средство, лидери човечанства одлучују да користе „Time-Lock”, древни сиријски артефакт који садржи моћ да пошаље једну особу назад у одабрану тачку у времену. Сем "Serious" Стоун, војник чију је храброст у борби против ванземаљаца учинила живим симболом људског отпора, регрутован је да се врати у време када се Ментал борио са Сиријанцима у нади да ће можда пронаћи начин да елиминише Ментала и промени ток историје.
Како се игра отвара, Сем се појављује у Египту за време фараона, вођен AI званом NETRISCA. Он посећује неколико локација, укључујући Долину краљева, како би прикупио верске иконе које представљају четири елемента воде, земље, ваздуха и ватре док се бори са хордама ванземаљаца које је Ментал послао да га спрече. Затим путује у напуштени град Мемфис, где проналази пету реликвију, икону Амон-Ра, у храму Птах. NETRISCA га затим упућује да оде у Тебу, што резултира дугим и тешким путовањем кроз пустињу током којег је Сем приморан да баци већину своје муниције како би олакшао свој терет.
У Теби, Сем се пробија кроз град све док не стигне до уточишта где успева да активира скривени Сиријански комуникатор скривен у обелиску у срцу Луксора, који призива Сиријански звездани брод на Земљу из дубоког свемира. Сем жури ка Великим пирамидама у Гизи да би се састао са звезданим бродом, да би га сатерао Менталов врхунски генерал и најмоћнији ратник, Уг Зан III. Након што је победио гиганта користећи Сиријанску технологију уграђену у пирамиде да би га ослабио, Сем се затим телепортује на звездани брод, назван "SSS Centerprice". Проналази телефонску говорницу и оставља поруку Менталу у којој му говори да има „посебан пакет за испоруку” за њега и креће ка Сиријусу, родном свету Сиријана. Прича се завршава тако што Сем разбија четврти зид говорећи играчу да је "време за спавање" јер игра указује да ће се његова прича наставити.

## Развој
Croteam је почео да развија игру 1996. године под формалним називом In the Flesh. Смишљен је да буде пуцач из првог лица са мрачним и хорор поставком. Одлучили су да развију сопствени мотор за игру због тога што су трошкови лиценцирања за друге моторе у то време били превисоки. Временом се тон игре променио од мрачног хорора до светле и шарене поставке и почео је да развија Serious Sam. Croteam није имао начин да тестира игру на што већем броју система како би у потпуности оптимизовао игру, па су одлучили да објаве јавне демонстрације 2000. на Gamespy-у како би играчи испробали верзије како би боље побољшали игру. Семов глумац Џон Џеј Дик био је један од играча који су испробали јавну демонстрацију, а након што је писао Croteam-у у којем је изразио интересовање да помогне у гласу лика за енглеско издање игре, званично је ангажован да гласи насловног лика од онда.
Croteam је направио сопствени мотор за употребу у The First Encounter и The Second Encounter. Назван "Serious Engine", дизајниран је да се носи са изузетно великим раздаљинама гледања и огромним бројем модела имплементацијом нивоа детаљног приказивања. Већина савремених FPS мотора је развијена за ограничену удаљеност цртања и само неколико анимираних модела (тј. непријатеља) на екрану у исто време. Serious Engine је веома ефикасан, способан да одржи десетине покретних непријатеља (често стампеда) и огромне непријатеље, чак и на скромном систему који изазива добро познате Id Tech, Unreal Engine или Source моторе. „Serious Engine” може да се рендерује и кроз Direct3D или OpenGL и, иако не подржава пикселне или вертекс сена, оптимизован је за трансформацију хардвера Direct3D 7, изрезивање и осветљење. "Serious Engine" је доступан за лиценцирање од Croteam-а.
Моћнија итерација "Serious Engine" је развијена за употребу у Serious Sam 2 и позната је као "Serious Engine 2". Подржава многе карактеристике модерних GPU-а као што су пикселне и вертекс сене, HDR, цветање и мапирање паралаксе.
Serious Engine 3 је коришћен у Serious Sam HD: The First Encounter и Serious Sam HD: The Second Encounter. Укључује детаљно сенчење, а непријатељи су потпуно преуређени да изгледају реалистичније. Овај мотор се такође развија да искористи пуни капацитет ХДР-а и мапирања високе дефиниције. Ажурирана верзија, Serious Engine 3.5, се користи у Serious Sam 3: BFE.
Најновија верзија је Serious Engine 4, који је Croteam користио у својој игри, The Talos Principle.
У марту 2016, Croteam је објавио Serious Engine v1.10 као бесплатан софтвер отвореног кода на GitHub-у под GNU GPL-2-0-only.

## Иксбокс верзија
Дана 12. новембра 2002, и The First Encounter и The Second Encounter су комбиновани у једну игру и портовани на Иксбокс под називом Serious Sam. Игра је имала значајне разлике у односу на компјутерску верзију, укључујући и модел Сема који је промењен из модела The First Encounter у Сема више у цртаном стилу, уклањајући нијансе како би мање личио на Duke Nukem-а, а више као данас.
Иксбокс верзија укључује све нивое из обе компјутерске игре, мада су неки модификовани због ограничења меморије Иксбокс конзоле. Као резултат тога, нивои су смањени уклањањем подручја изван простора за игру, а неки већи нивои су подељени на два мања. За разлику од компјутерске верзије где играч може да се удаљава скоро бесконачно од простора за игру, игра их ограничава да оду предалеко.
Игра је добила више аркадни додир. Животни систем је имплементиран у игру за једног играча користећи резултат. Играчу се даје нови живот за сваких 100.000 поена, што омогућава поновно појављивање на месту смрти, а не на тачки спасавања. Додати су комбиновани поени за убијање више непријатеља у исто време, што омогућава брже повећање резултата играча.
Даље промене у игри укључују додавање блага, оружје које је додато у The Second Encounter сада се може наћи у неким од нивоа The First Encounter и другачији систем чувања. Због хардверских ограничења Иксбокса, уместо да се омогући играчу да ручно сачува у било ком тренутку током нивоа у компјутерским верзијама, постоје тачке за чување које су означене црвеним телефонским говорницама које се могу наћи на сваком нивоу. Аутоматско нишањење је такође додато Иксбокс верзији како би се компензовао степен контроле који обично нуди подешавање тастатуре и миша.
Иксбокс Serious Sam је номинован за GameSpot-ову награду „Најбоља пуцачина на Иксбоксу" 2002. године, коју је добио MechAssault.

## Пријем
| Агрегатор  | Резултат    |
| ---------- | ----------- |
| Метакритик | (PC) 87/100 |

| Публикација     | Резултат |
| --------------- | -------- |
| Next Generation | [ 14 ]   |

Кевин Рајс је прегледао компјутерску верзију игре за Next Generation, оценивши је са четири звездице од пет, и изјавио: „Хммм, да ли бисте требали да набавите Deer Hunter XXII Extreme Plus [...] или Serious Sam за исту цену? Ово је једноставна куповина за било ког FPS играча.”
У Сједињеним Државама, Serious Sam: The First Encounter продат је у 83.000 примерака до октобра 2001.
The First Encounter је добио разне уредничке и потрошачке похвале, са укупним односом прегледа од 87/100 на Метакритику. Такође је добио бројне награде, укључујући вишеструке награде за игру године.
Serious Sam је освојио награду за „Најбољу независну компјутерску игру” The Electric Playground а и био је номинован у категоријама емисије „Најбоља пуцачина за компјутере”, „Најбоља графика у компјутерској игрици” и „Најбоља акциона игра за компјутере”.
- Игра године 2001 — GameSpot[17]
- Игра месеца април 2001 — PC Gamer UK[тражи се извор]
- Најбоља игра са најповољнијим ценама 2001 — GameSpy[тражи се извор]
- Најбољи завршни бос 2001 — GameSpy[тражи се извор]
- Premier Awards 2001 — Computer Gaming World[тражи се извор]
- Action Vault Award 2001 (Изванредно достигнуће у технологији) — IGN[тражи се извор]
- Action Vault Award 2001 (Изненађење године) — IGN[тражи се извор]
- Платинаста награда 2001 — Gamer's Pulse[тражи се извор]
- Награда Editors' Choice Award 2001 (Избор уредника) — IGN[тражи се извор]
- #1 компјутерска игра 2001. — EB Games[тражи се извор]
- PC Action Cream of the Crop Award — GamePen[тражи се извор]
- Најбоља пуцачина из првог лица 2001 — Christian Computer Gaming Review[тражи се извор]